# オダイル・ソウザ
ネネム（Neném）ことオダイル・ソウザ（ポルトガル語: Odair Souza、1982年2月4日 - ）は、ブラジル・サンタカタリーナ州ウルビーシ出身の元サッカー選手。現役時代のポジションはMF。
ブラジル全国選手権の1部から4部全てでの出場経験を持つ、史上初めての選手である。

## クラブ歴
SERCグアラニで選手となった。その後アトレチコ・パラナエンセ、フィゲイレンセFC、ゴイアスEC、ロンドリーナEC、クリシューマEC、SERカシアス・ド・スル、ヴェラノポリスECRCと在籍したが、どのクラブでも上手く行かず、2009年にアソシアソン・シャペコエンセ・ジ・フチボウに加入した。
2010年7月15日にカンピオナート・ブラジレイロ・セリエDのジョインヴィレECに年末までの期限付き移籍。
2011年にシャペコエンセに復帰するとカンピオナート・ブラジレイロ・セリエCに所属していた同クラブをカンピオナート・ブラジレイロ・セリエBに昇格させ、2013年8月31日にアンドレ・パウリーノと交代でカンピオナート・ブラジレイロ・セリエB初出場、これがプロ初出場となった。同リーグでは14試合に出場し、クラブ史上初めてのカンピオナート・ブラジレイロ・セリエA昇格に貢献した。2014年5月11日にヘギスと交代しカンピオナート・ブラジレイロ・セリエA初出場。この出場により、ブラジル全国選手権の全リーグで出場した史上初めての選手となった。契約も2014年12月まで延長し、シャペコエンセ史上最多出場選手ともなった。2016年にシャペコエンセはラミア航空2933便墜落事故により多くの選手を失ったが、彼は帯同メンバー外であったために難を逃れた。

## タイトル
シャペコエンセ
- カンピオナート・カタリネンセ: 2011, 2016, 2017
- コパ・スダメリカーナ: 2016[8]